# El violí vermell (programa de ràdio)
El violí vermell és un programa setmanal de ràdio de música de cinema que s'emet per Catalunya Música, des del 2 d'abril del 2008. El seu realitzador i presentador és Xavier Cazeneuve, historiador i especialista en música de cinema. Aquest espai va començar sent una secció de Blog de nit, un altre programa de ràdio de la mateixa emissora, durant la temporada 2006/2007. Durant els mesos de juliol i agost del 2007 es van emetre set capítols d'una hora, com a programa d'estiu, i l'abril de l'any següent s'integrava en la graella de programació de l'emissora.
El nom del programa prové de la traducció catalana del títol d'una pel·lícula de l'any 1998, dirigida per François Girard, amb música de John Corigliano, que va guanyar l'Oscar de Hollywood a la millor banda sonora per aquest film.
Durant molts anys El violí vermell es va emetre els divendres a la nit, de 23 a 24 h. Des de la temporada 2017/2018, s'ofereix els diumenges de 13 a 14 h. Tots els programes emesos fins ara es poden recuperar per internet, a través del web de Catalunya Ràdio/Catalunya Música.
Al llarg dels 10 primers anys d'emissió s'han emès més de 450 programes. Les temàtiques han estat diverses: espais dedicats a compositors, a història de la música de cinema, a bandes sonores concretes, miscel·lànies que vinculaven temes no cinematogràfics amb fragments de música de cinema, aspectes de la música cinematogràfica, etc.